# Eschborn-Francfort 2018
La 56e édition du Grand Prix de Francfort a lieu le 1er mai 2018. La course fait partie du calendrier UCI World Tour 2018 en catégorie 1.UWT.

## Équipes
| WorldTeams (10)- AG2R La Mondiale - Bahrain-Merida - Bora-Hansgrohe - Lotto Soudal - Quick-Step Floors - Katusha-Alpecin - Team Sunweb - Trek-Segafredo - UAE Team Emirates - Dimension Data Équipes continentales professionnelles (11)- Cofidis, Solutions Crédits - Sport Vlaanderen-Baloise - Roompot-Nederlandse Loterij - Fortuneo-Samsic - Aqua Blue Sport - WB-Aqua Protect-Veranclassic - Nippo-Vini Fantini-Europa Ovini - Gazprom-RusVelo - Vérandas Willems-Crelan - Wanty-Groupe Gobert - CCC Sprandi Polkowice |
| |

## Classement final
| \| Classement général \| Classement général \| Classement général \| Classement général \| Classement général \| \| Coureur \| Coureur \| Pays \| Équipe \| Temps \| \| ------------------ \| -------------------- \| ------------------ \| ------------------------------- \| ------------------ \| \| 1er \| Alexander Kristoff \| Norvège \| UAE Team Emirates \| 5 h 13 min 25 s \| \| 2e \| Michael Matthews \| Australie \| Team Sunweb \| + 0 s \| \| 3e \| Oliver Naesen \| Belgique \| AG2R La Mondiale \| + 0 s \| \| 4e \| Andrea Pasqualon \| Italie \| Wanty-Groupe Gobert \| + 1 s \| \| 5e \| Sean De Bie \| Belgique \| Verandas Willems-Crelan \| + 1 s \| \| 6e \| Grega Bole \| Slovénie \| Bahrain-Merida \| + 1 s \| \| 7e \| Sam Bennett \| Irlande \| Bora-Hansgrohe \| + 2 s \| \| 8e \| Edvald Boasson Hagen \| Norvège \| Dimension Data \| + 2 s \| \| 9e \| Jan Tratnik \| Slovénie \| CCC Sprandi Polkowice \| + 2 s \| \| 10e \| Juan José Lobato \| Espagne \| Nippo-Vini Fantini-Europa Ovini \| + 2 s \| \| 11e \| Pieter Vanspeybrouck \| Belgique \| Wanty-Groupe Gobert \| + 2 s \| \| 12e \| Luka Pibernik \| Slovénie \| Bahrain-Merida \| + 3 s \| \| 13e \| Julien Simon \| France \| Cofidis, Solutions Crédits \| + 3 s \| \| 14e \| Rémy Mertz \| Belgique \| Lotto-Soudal \| + 3 s \| \| 15e \| Kenneth Vanbilsen \| Belgique \| Cofidis, Solutions Crédits \| + 3 s \| |                      |           |                                 |                 |
| |                      |           |                                 |                 |
| Source : ProCyclingStats |                      |           |                                 |                 |
| Classement général |                      |           |                                 |                 |
| Coureur | Coureur              | Pays      | Équipe                          | Temps           |
| 1er | Alexander Kristoff   | Norvège   | UAE Team Emirates               | 5 h 13 min 25 s |
| 2e | Michael Matthews     | Australie | Team Sunweb                     | + 0 s           |
| 3e | Oliver Naesen        | Belgique  | AG2R La Mondiale                | + 0 s           |
| 4e | Andrea Pasqualon     | Italie    | Wanty-Groupe Gobert             | + 1 s           |
| 5e | Sean De Bie          | Belgique  | Verandas Willems-Crelan         | + 1 s           |
| 6e | Grega Bole           | Slovénie  | Bahrain-Merida                  | + 1 s           |
| 7e | Sam Bennett          | Irlande   | Bora-Hansgrohe                  | + 2 s           |
| 8e | Edvald Boasson Hagen | Norvège   | Dimension Data                  | + 2 s           |
| 9e | Jan Tratnik          | Slovénie  | CCC Sprandi Polkowice           | + 2 s           |
| 10e | Juan José Lobato     | Espagne   | Nippo-Vini Fantini-Europa Ovini | + 2 s           |
| 11e | Pieter Vanspeybrouck | Belgique  | Wanty-Groupe Gobert             | + 2 s           |
| 12e | Luka Pibernik        | Slovénie  | Bahrain-Merida                  | + 3 s           |
| 13e | Julien Simon         | France    | Cofidis, Solutions Crédits      | + 3 s           |
| 14e | Rémy Mertz           | Belgique  | Lotto-Soudal                    | + 3 s           |
| 15e | Kenneth Vanbilsen    | Belgique  | Cofidis, Solutions Crédits      | + 3 s           |

### Classements UCI
Le Eschborn-Francfort 2018 attribue le même nombre des points pour l'UCI World Tour 2018 (uniquement pour les coureurs membres d'équipes World Tour) et le Classement mondial UCI (pour tous les coureurs).
| Position           | 1er | 2e  | 3e  | 4e  | 5e  | 6e  | 7e | 8e | 9e | 10e | 11e | 12e | 13e | 14e | 15e à 20e | 21e à 30e | 31e à 50e | 51e à 55e | 56e à 60e |
| Classement général | 300 | 250 | 215 | 175 | 120 | 115 | 95 | 75 | 60 | 50  | 40  | 35  | 30  | 25  | 20        | 12        | 5         | 2         | 1         |

#### Classements UCI World Tour à l'issue de la course
| Rang | Coureur            | Équipe            | Points |
| ---- | ------------------ | ----------------- | ------ |
| 1er  | Peter Sagan        | Bora-Hansgrohe    | 1901   |
| 2e   | Alejandro Valverde | Movistar          | 1682   |
| 3e   | Niki Terpstra      | Quick-Step Floors | 1297   |
| 4e   | Primož Roglič      | Lotto NL-Jumbo    | 1211   |
| 5e   | Julian Alaphilippe | Quick-Step Floors | 1198   |
| 6e   | Michael Valgren    | Astana            | 1195   |
| 7e   | Tiesj Benoot       | Lotto-Soudal      | 1010   |
| 8e   | Greg Van Avermaet  | BMC Racing        | 993,57 |
| 9e   | Daryl Impey        | Mitchelton-Scott  | 941,57 |
| 10e  | Jasper Stuyven     | Trek-Segafredo    | 935    |

| Rang | Équipe            | Points  |
| ---- | ----------------- | ------- |
| 1er  | Quick-Step Floors | 7040    |
| 2e   | Bora-Hansgrohe    | 4294    |
| 3e   | Mitchelton-Scott  | 4196,99 |
| 4e   | Movistar          | 4002    |
| 5e   | BMC Racing        | 3815,99 |
| 6e   | Bahrain-Merida    | 3661    |
| 7e   | Astana            | 3254    |
| 8e   | Sky               | 3148,01 |
| 9e   | AG2R La Mondiale  | 3128    |
| 10e  | Lotto-Soudal      | 3041    |

## Liste des participants
| Légende | Légende                                                                    | Légende | Légende                                                    |
| ------- | -------------------------------------------------------------------------- | ------- | ---------------------------------------------------------- |
| Num     | Dossard de départ porté par le coureur sur ce Grand Prix de Francfort      | Pos     | Position à l'arrivée de la course                          |
|         | Indique un maillot de champion national ou mondial, suivi de sa spécialité | NP      | Indique un coureur qui n'a pas pris le départ de la course |
| AB      | Indique un coureur qui n'a pas terminé la course                           | HD      | Indique un coureur qui a terminé la course hors des délais |

| UAE Emirates UAD                  | UAE Emirates UAD             | UAE Emirates UAD |
| --------------------------------- | ---------------------------- | ---------------- |
| Num                               | Coureur                      | Pos              |
| 1                                 | Alexander Kristoff (NOR)     |                  |
| 2                                 | Sven Erik Bystrøm (NOR)      |                  |
| 3                                 | Simone Consonni (ITA)        |                  |
| 4                                 | Roberto Ferrari (ITA)        |                  |
| 5                                 | Filippo Ganna (ITA)          |                  |
| 6                                 | Aliaksandr Riabushenko (BLR) |                  |
| 7                                 | Oliviero Troia (ITA)         |                  |
| Directeur sportif : Daniele Righi |                              |                  |

| Katusha-Alpecin TKA                 | Katusha-Alpecin TKA      | Katusha-Alpecin TKA |
| ----------------------------------- | ------------------------ | ------------------- |
| Num                                 | Coureur                  | Pos                 |
| 11                                  | Rick Zabel (GER)         |                     |
| 12                                  | Steff Cras (BEL)         |                     |
| 13                                  | Robert Kišerlovski (CRO) |                     |
| 14                                  | Marcel Kittel (GER)      |                     |
| 15                                  | Marco Mathis (GER)       |                     |
| 16                                  | Nils Politt (GER)        |                     |
| 17                                  | Simon Špilak (SLO)       |                     |
| Directeur sportif : Torsten Schmidt |                          |                     |

| Lotto-Soudal LTS                       | Lotto-Soudal LTS      | Lotto-Soudal LTS |
| -------------------------------------- | --------------------- | ---------------- |
| Num                                    | Coureur               | Pos              |
| 21                                     |                       |                  |
| 22                                     | Moreno Hofland (NED)  |                  |
| 23                                     | Bjorg Lambrecht (BEL) |                  |
| 24                                     | Rémy Mertz (BEL)      |                  |
| 25                                     | Lawrence Naesen (BEL) |                  |
| 26                                     | James Shaw (GBR)      |                  |
| 27                                     | Enzo Wouters (BEL)    |                  |
| Directeur sportif : Kurt Van de Wouwer |                       |                  |

| Sunweb SUN                       | Sunweb SUN                | Sunweb SUN |
| -------------------------------- | ------------------------- | ---------- |
| Num                              | Coureur                   | Pos        |
| 31                               | Michael Matthews (AUS)    |            |
| 32                               | Phil Bauhaus (GER)        |            |
| 33                               | Johannes Fröhlinger (GER) |            |
| 34                               | Simon Geschke (GER)       |            |
| 35                               | Jai Hindley (AUS)         |            |
| 36                               | Edward Theuns (BEL)       |            |
| 37                               | Max Walscheid (GER)       |            |
| Directeur sportif : Luke Roberts |                           |            |

| Quick-Step Floors QST          | Quick-Step Floors QST     | Quick-Step Floors QST |
| ------------------------------ | ------------------------- | --------------------- |
| Num                            | Coureur                   | Pos                   |
| 41                             | Fernando Gaviria (COL)    |                       |
| 42                             | Laurens De Plus (BEL)     |                       |
| 43                             | Tim Declercq (BEL)        |                       |
| 44                             | Fabio Jakobsen (NED)      |                       |
| 45                             | Yves Lampaert (BEL)       |                       |
| 46                             | Davide Martinelli (ITA)   |                       |
| 47                             | Maximiliano Richeze (ARG) |                       |
| Directeur sportif : Brian Holm |                           |                       |

| Dimension Data DDD             | Dimension Data DDD           | Dimension Data DDD |
| ------------------------------ | ---------------------------- | ------------------ |
| Num                            | Coureur                      | Pos                |
| 51                             | Edvald Boasson Hagen (NOR)   |                    |
| 52                             | Nicholas Dlamini (RSA)       |                    |
| 53                             | Amanuel Gebrezgabihier (ERI) |                    |
| 54                             | Merhawi Kudus (ERI)          |                    |
| 55                             | Serge Pauwels (BEL)          |                    |
| 56                             | Tom-Jelte Slagter (NED)      |                    |
| 57                             | Jay Robert Thomson (RSA)     |                    |
| Directeur sportif : Rolf Aldag |                              |                    |

| Bora-Hansgrohe BOH                | Bora-Hansgrohe BOH        | Bora-Hansgrohe BOH |
| --------------------------------- | ------------------------- | ------------------ |
| Num                               | Coureur                   | Pos                |
| 61                                | Emanuel Buchmann (GER)    |                    |
| 62                                | Pascal Ackermann (GER)    |                    |
| 63                                | Sam Bennett (IRL)         |                    |
| 64                                | Peter Kennaugh (GBR)      |                    |
| 65                                | Gregor Mühlberger (AUT)   |                    |
| 66                                | Paweł Poljański (POL)     |                    |
| 67                                | Aleksejs Saramotins (LAT) |                    |
| Directeur sportif : André Schulze |                           |                    |

| Trek-Segafredo TFS               | Trek-Segafredo TFS   | Trek-Segafredo TFS |
| -------------------------------- | -------------------- | ------------------ |
| Num                              | Coureur              | Pos                |
| 71                               | Grégory Rast (SUI)   |                    |
| 72                               | Fumiyuki Beppu (JPN) |                    |
| 73                               | Julien Bernard (FRA) |                    |
| 74                               | Nicola Conci (ITA)   |                    |
| 75                               | Gregory Daniel (USA) |                    |
| 76                               | Alex Frame (GBR)     |                    |
| 77                               | Michael Gogl (AUT)   |                    |
| Directeur sportif : Kim Andersen |                      |                    |

| Nippo-Vini Fantini-Europa Ovini NIP | Nippo-Vini Fantini-Europa Ovini NIP | Nippo-Vini Fantini-Europa Ovini NIP |
| ----------------------------------- | ----------------------------------- | ----------------------------------- |
| Num                                 | Coureur                             | Pos                                 |
| 81                                  | Juan José Lobato (ESP)              |                                     |
| 82                                  | Marco Canola (ITA)                  |                                     |
| 83                                  | Eduard-Michael Grosu (ROU)          |                                     |
| 84                                  | Sho Hatsuyama (JPN)                 |                                     |
| 85                                  | Marino Kobayashi (JPN)              |                                     |
| 86                                  | Alan Marangoni (ITA)                |                                     |
| 87                                  | Marco Tizza (ITA)                   |                                     |
| Directeur sportif : Valerio Tebaldi |                                     |                                     |

| AG2R La Mondiale ALM             | AG2R La Mondiale ALM     | AG2R La Mondiale ALM |
| -------------------------------- | ------------------------ | -------------------- |
| Num                              | Coureur                  | Pos                  |
| 91                               | Oliver Naesen (BEL)      |                      |
| 92                               | Gediminas Bagdonas (LTU) |                      |
| 93                               | Rudy Barbier (FRA)       |                      |
| 94                               | Julien Duval (FRA)       |                      |
| 95                               | Tony Gallopin (FRA)      |                      |
| 96                               | Alexis Gougeard (FRA)    |                      |
| 97                               | Stijn Vandenbergh (BEL)  |                      |
| Directeur sportif : Cyril Dessel |                          |                      |

| Bahrain-Merida TBM                  | Bahrain-Merida TBM      | Bahrain-Merida TBM |
| ----------------------------------- | ----------------------- | ------------------ |
| Num                                 | Coureur                 | Pos                |
| 101                                 | Enrico Gasparotto (ITA) |                    |
| 102                                 | Valerio Agnoli (ITA)    |                    |
| 103                                 | Yukiya Arashiro (JPN)   |                    |
| 104                                 | Grega Bole (SLO)        |                    |
| 105                                 | Iván García (ESP)       |                    |
| 106                                 | Luka Pibernik (SLO)     |                    |
| 107                                 | Meiyin Wang (CHN)       |                    |
| Directeur sportif : Harald Morscher |                         |                    |

| Roompot-Nederlandse Loterij RNL     | Roompot-Nederlandse Loterij RNL | Roompot-Nederlandse Loterij RNL |
| ----------------------------------- | ------------------------------- | ------------------------------- |
| Num                                 | Coureur                         | Pos                             |
| 111                                 | Pieter Weening (NED)            |                                 |
| 112                                 | Tim Ariesen (NED)               |                                 |
| 113                                 | Floris Gerts (NED)              |                                 |
| 114                                 | Jeroen Meijers (NED)            |                                 |
| 115                                 | Oscar Riesebeek (NED)           |                                 |
| 116                                 | Sjoerd van Ginneken (NED)       |                                 |
| 117                                 | Brian van Goethem (NED)         |                                 |
| Directeur sportif : Michael Boogerd |                                 |                                 |

| Aqua Blue Sport ABS                | Aqua Blue Sport ABS       | Aqua Blue Sport ABS |
| ---------------------------------- | ------------------------- | ------------------- |
| Num                                | Coureur                   | Pos                 |
| 121                                | Michel Kreder (NED)       |                     |
| 122                                | Andrew Fenn (GBR)         |                     |
| 123                                | Aaron Gate (NZL)          |                     |
| 124                                | Lasse Norman Hansen (DEN) |                     |
| 125                                | Peter Koning (NED)        |                     |
| 126                                | Casper Pedersen (DEN)     |                     |
| 127                                | Matthew Brammeier (IRL)   |                     |
| Directeur sportif : Nicki Sørensen |                           |                     |

| Wanty-Groupe Gobert WGG            | Wanty-Groupe Gobert WGG    | Wanty-Groupe Gobert WGG |
| ---------------------------------- | -------------------------- | ----------------------- |
| Num                                | Coureur                    | Pos                     |
| 131                                | Andrea Pasqualon (ITA)     |                         |
| 132                                | Simone Antonini (ITA)      |                         |
| 133                                | Frederik Backaert (BEL)    |                         |
| 134                                | Jérôme Baugnies (BEL)      |                         |
| 135                                | Dion Smith (NZL)           |                         |
| 136                                | Pieter Vanspeybrouck (BEL) |                         |
| 137                                | Odd Christian Eiking (NOR) |                         |
| Directeur sportif : Steven De Neef |                            |                         |

| Cofidis COF                         | Cofidis COF                | Cofidis COF |
| ----------------------------------- | -------------------------- | ----------- |
| Num                                 | Coureur                    | Pos         |
| 141                                 | Nacer Bouhanni (FRA)       |             |
| 142                                 | Dimitri Claeys (BEL)       |             |
| 143                                 | Julien Simon (FRA)         |             |
| 144                                 | Geoffrey Soupe (FRA)       |             |
| 145                                 | Daniel Teklehaimanot (ERI) |             |
| 146                                 | Michael Van Staeyen (BEL)  |             |
| 147                                 | Kenneth Vanbilsen (BEL)    |             |
| Directeur sportif : Roberto Damiani |                            |             |

| Sport Vlaanderen-Baloise SVB       | Sport Vlaanderen-Baloise SVB | Sport Vlaanderen-Baloise SVB |
| ---------------------------------- | ---------------------------- | ---------------------------- |
| Num                                | Coureur                      | Pos                          |
| 151                                | Preben Van Hecke (BEL)       |                              |
| 152                                | Benjamin Declercq (BEL)      |                              |
| 153                                | Kevin Deltombe (BEL)         |                              |
| 154                                | Thomas Sprengers (BEL)       |                              |
| 155                                | Dries Van Gestel (BEL)       |                              |
| 156                                | Kenneth Van Rooy (BEL)       |                              |
| 157                                | Aaron Verwilst (BEL)         |                              |
| Directeur sportif : Hans De Clercq |                              |                              |

| Fortuneo-Samsic FST           | Fortuneo-Samsic FST    | Fortuneo-Samsic FST |
| ----------------------------- | ---------------------- | ------------------- |
| Num                           | Coureur                | Pos                 |
| 161                           | Florian Vachon (FRA)   |                     |
| 162                           | Franck Bonnamour (FRA) |                     |
| 163                           | Brice Feillu (FRA)     |                     |
| 164                           | Arnaud Gérard (FRA)    |                     |
| 165                           | Kévin Ledanois (FRA)   |                     |
| 166                           | Sindre Lunke (NOR)     |                     |
| 167                           | Amaël Moinard (FRA)    |                     |
| Directeur sportif : Yvon Caër |                        |                     |

| WB-Aqua Protect-Veranclassic WVA      | WB-Aqua Protect-Veranclassic WVA | WB-Aqua Protect-Veranclassic WVA |
| ------------------------------------- | -------------------------------- | -------------------------------- |
| Num                                   | Coureur                          | Pos                              |
| 171                                   | Justin Jules (FRA)               |                                  |
| 172                                   | Thomas Deruette (BEL)            |                                  |
| 173                                   | Alex Kirsch (LUX)                |                                  |
| 174                                   | Julien Mortier (BEL)             |                                  |
| 175                                   | Dimitri Peyskens (BEL)           |                                  |
| 176                                   | Lukas Spengler (SUI)             |                                  |
| 177                                   | Antoine Warnier (BEL)            |                                  |
| Directeur sportif : Frédéric Amorison |                                  |                                  |

| CCC Sprandi Polkowice CCC              | CCC Sprandi Polkowice CCC | CCC Sprandi Polkowice CCC |
| -------------------------------------- | ------------------------- | ------------------------- |
| Num                                    | Coureur                   | Pos                       |
| 181                                    | Marko Kump (SLO)          |                           |
| 182                                    | Amaro Antunes (POR)       |                           |
| 183                                    | Jonas Koch (GER)          |                           |
| 184                                    | Łukasz Owsian (POL)       |                           |
| 185                                    | Michał Paluta (POL)       |                           |
| 186                                    | Patryk Stosz (POL)        |                           |
| 187                                    | Jan Tratnik (SLO)         |                           |
| Directeur sportif : Slawomir Blaszczyk |                           |                           |

| Verandas Willems-Crelan VWC         | Verandas Willems-Crelan VWC | Verandas Willems-Crelan VWC |
| ----------------------------------- | --------------------------- | --------------------------- |
| Num                                 | Coureur                     | Pos                         |
| 191                                 | Sean De Bie (BEL)           |                             |
| 192                                 | Dries De Bondt (BEL)        |                             |
| 193                                 | Huub Duyn (NED)             |                             |
| 194                                 | Arjen Livyns (BEL)          |                             |
| 195                                 | Stijn Steels (BEL)          |                             |
| 196                                 | David Tanner (AUS)          |                             |
| 197                                 | Zico Waeytens (BEL)         |                             |
| Directeur sportif : Michiel Elijzen |                             |                             |

| Gazprom-RusVelo GAZ              | Gazprom-RusVelo GAZ     | Gazprom-RusVelo GAZ |
| -------------------------------- | ----------------------- | ------------------- |
| Num                              | Coureur                 | Pos                 |
| 201                              | Nikolay Trusov (RUS)    |                     |
| 202                              | Ildar Arslanov (RUS)    |                     |
| 203                              | Igor Boev (RUS)         |                     |
| 204                              | Sergey Firsanov (RUS)   |                     |
| 205                              | Dmitry Kozontchuk (RUS) |                     |
| 206                              | Sergueï Lagoutine (RUS) |                     |
| 207                              | Artem Nych (RUS)        |                     |
| Directeur sportif : Paolo Rosola |                         |                     |